# Richard Pynson
Richard Pynson (Normandia, 1449 – 1529) è stato uno dei primi tipografi di libri inglesi. I 500 libri che ha stampato hanno avuto un'influenza sulla standardizzazione della lingua inglese. Pynson, i cui libri lo hanno reso lo stampatore inglese tecnico e tipografico eccezionale della sua generazione, ha avviato l'introduzione del carattere romano nella stampa inglese..

## Biografia
Pynson nacque nel 1449 in Normandia. Forse prima di diventare uno stampatore di libri, realizzava guanti o portafogli. Inoltre, forse nella seconda metà degli anni Sessanta del Quattrocento, studiò a Parigi.
Nell'introduzione a I racconti di Canterbury, lo stampatore di libri si riferisce allo stampatore pioniere inglese William Caxton come "il mio adorabile maestro", suggerendo che Pynson ha lavorato come apprendista con Caxton. Tuttavia, negli ultimi anni, questa teoria è stata contestata dalla maggior parte degli studiosi.
Il primo libro datato da Pynson fu la pubblicazione di "Dottrinale dei bambini» (Doctrinale puerorum) di Alessandro di Villedieu, che apparve nel 1492. Pynson potrebbe aver imparato il mestiere da Guillaume de Taglier, lo stampatore di Rouen, al quale commissionò la pubblicazione di due libri nei primi anni del 1490.
Nel 1506, Pynson divenne stampatore di libri reale sotto Enrico VII (e in seguito Enrico VIII). Questo servizio gli ha dato non solo il rispetto universale, ma anche un reddito annuo (prima a 2 sterline, poi - 4 sterline). Nel 1513 Pynson ricevette la cittadinanza.

## Lavoro
Pynson ha pubblicato circa 400 titoli durante la sua carriera. Questi furono molto meno del suo rivale, Wynkyn de Worde, ma, secondo Edward Gordon Duff, i suoi libri sono "di uno standard più elevato e di una migliore esecuzione". Insieme, Pynson e de Worde pubblicarono circa i due terzi di tutti i libri prodotti per il mercato inglese tra il 1500 e il 1530.
Nel 1496 Pynson pubblicò un'edizione delle opere del poeta romano Terenzio, il primo classico stampato a Londra, e nel 1500 The Boke of Cokery, il primo libro di cucina stampato in inglese. Nello stesso anno realizzò il Messale Morton, stampato in nero e rosso e riccamente miniato a mano, in seguito chiamato "il più bel libro stampato nel XV secolo in Inghilterra".
Un numero considerevole di libri di Pynson erano testi di legge (come statuti del re e manuali legali) e libri religiosi, inclusi Libri d'Ore, altri due Messali), e Assertio septem sacramentorum adversus Martinum Lutherum (1521), l'attacco di Enrico VIII al riformatore protestante, che valse al re il titolo di "Defensor Fidei" dal papa.
Oltre alle sue pubblicazioni più serie, Pynson pubblicò romanzi popolari come Sir Tryamour, il libro di memorie di viaggio Ways to Jerusalem di Sir John Mandeville e, nel 1509, una traduzione del satirico La nave dei folli di Sebastian Brant. Nell'ultimo di questi, Pynson introdusse il tipo romano in Inghilterra, sebbene non divenne lo standard per la stampa volgare durante la sua vita.